# Blachia calycina
Blachia calycina är en törelväxtart som beskrevs av George Bentham. Blachia calycina ingår i släktet Blachia och familjen törelväxter. Inga underarter finns listade i Catalogue of Life.